# Steve Williams (caddie)
Steve Williams (født 29. december 1963) er en newzealandsk caddie som i en årrække arbejdede for Tiger Woods. Nu er han caddie for australske Jason Day. 
Han er New Zealands bedst betalte atlet.
Williams begyndte som caddie i sin hjemklub da han var seks år gammel. Han havde 2 i handicap inden han var 13 år gammel.
Williams blev i 2007 udnævnt til medlem af New Zealands fortjensteorden.